# Infonavit el Pando I
Infonavit el Pando I är en ort i Mexiko.   Den ligger i kommunen Puente Nacional och delstaten Veracruz, i den sydöstra delen av landet, 290 km öster om huvudstaden Mexico City. Infonavit el Pando I ligger 23 meter över havet och antalet invånare är 826.
Terrängen runt Infonavit el Pando I är platt, och sluttar österut. Runt Infonavit el Pando I är det ganska tätbefolkat, med 172 invånare per kvadratkilometer. Närmaste större samhälle är Ursulo Galván, 2,4 km öster om Infonavit el Pando I. Trakten runt Infonavit el Pando I består till största delen av jordbruksmark.